# Lista de clássicos de futebol da Paraíba
Neste página estão relacionados os clássicos de futebol do estado do Paraíba, ou seja, abaixo se encontram informações sobre os confrontos clássicos do futebol da Paraíba. Além desses, os confrontos de clubes paraibanos com outros clubes de fora da Paraíba também estão incluídos.

## Clássico dos Maiorais
O Clássico dos Maiorais  é o jogo entre dois clubes de Campina Grande, estado da Paraíba: Campinense Clube e Treze Futebol Clube. Também é conhecido como clássico Galo contra Raposa, por conta dos mascotes dos dois times.

## Clássico Tradição
Clássico Tradição é o clássico entre as equipes do Botafogo Futebol Clube de João Pessoa e o Treze Futebol Clube de Campina Grande. É um dos clássicos de maior rivalidade no estado da paraíba e também um dos mais antigos, sendo disputado desde o ano de 1939.

## Clássico Emoção
Clássico Emoção, também conhecido como clássico dos campeões, é o clássico entre as equipes Botafogo Futebol Clube (João Pessoa) e Campinense Clube (Campina Grande). É o clássico entre os dois clubes mais vitoriosos do Estado da Paraíba. O Botafogo é o maior vencedor do Paraibano, além de ser o único campeão brasileiro do estado, segundo reconhecido pela CBF, quando conquistou a Série D de 2013. Já o Campinense é a segunda maior agremiação vencedora do Paraibano, além de possuir a maior sequência de títulos estaduais, sendo hexa campeã nos anos de 1960 a 1965. É também a única equipe da Paraíba a conquistar a Copa do Nordeste, em 2013.

## Clássico do Sertão
O Clássico dos Sertões é o clássico que envolve dois dos principais clubes do sertão paraíbano, o Atlético Cajazeirense de Desportos, da cidade de Cajazeiras, e o Sousa Esporte Clube, da cidade homônima.

## BotAuto
O Botauto é o clássico que envolve os dois principais clubes de futebol de João Pessoa, o Auto Esporte e o Botafogo. O confronto é considerado o clássico mais antigo do Estado da Paraíba com 79 anos de existência. 

## Demais grandes jogos locais
- Campina Grande: Campinense vs. Serrano
- Campina Grande: Treze vs. Serrano
- Campina Grande: Treze vs. Perilima
- Campina Grande: Campinense vs. Perilima
- Campina Grande: Serrano vs Perilima
- Patos: Nacional de Patos vs. Esporte
- João Pessoa/Campina Grande: Auto Esporte vs. Campinense
- João Pessoa/Campina Grande: Auto Esporte vs. Treze
- João Pessoa/Campina Grande: Auto Esporte vs. Serrano
- João Pessoa/Campina Grande: Botafogo vs. Serrano
- Patos/Sousa: Nacional vs. Sousa
- Patos/Cajazeiras: Nacional vs. Atlético de Cajazeiras
- Itaporanga: Cruzeiro vs. Mil Réis
- Guarabira: Desportiva Guarabira vs. River Plate-PB
- Picuí: Picuiense vs. Picuí
- Caaporã: Esporte Caaporã vs. América De Caaporã
- Cabedelo: Miramar vs. Nacional
- Solânea/Bananeiras: Vila Branca vs. Atalaia
- Mamanguape/Rio tinto: Internacional vs. Rio tinto